# The Chamber (película)
The Chamber (titulada Cámara sellada en España, La cámara en México y El secreto en Hispanoamérica) es una película dramática estadounidense de 1996 dirigida por James Foley y protagonizada por Gene Hackman y Chris O'Donnell. Fue una adaptación de una novela de John Grisham.

## Argumento
Adam Hall es un joven abogado idealista de 26 años, cuyo padre se suicidó cuando él tenía 10 años. Ahora ha conseguido convertirse en el abogado de Sam Cayhall, su abuelo y un antiguo miembro del Ku-Klux-Klan, que fue condenado a muerte en 1980 por el asesinato de dos niñas, que ocurrió en 1967 en Misisipi durante las luchas por los derechos civiles en esa época y que espera su ejecución en el corredor de la muerte. Tiene 28 días para evitarlo. 
En esos días Adam tiene que enfrentarse a su abuelo que nunca conoció, al pasado oscuro de su familia, que estaba metida en el Klan, a las circunstancias que llevaron al suicidio de su padre, que se suicidó el día en que su abuelo fue condenado, y a las circunstancias que llevaron a ese horrible crimen. Adam espera, de alguna manera, acabar así con sus demonios, que le han perseguido al respecto desde la muerte de su padre.
Por un lado Adam descubre a través de su tía Lee Cayhall, que su padre mató en un acto de racismo y locura a un afroestadounidense, cuyo hijo fue amigo de su padre durante su niñez. Se salió con la suya a causa del dominio racista blanco de la época en ese estado. Sin embargo ese acto persiguió a su padre, que rompió con él y con el Klan junto a su tía por ello. Ese acontecimiento, junto a la condena de su padre, cuando tenía 35 años, lo llevaron finalmente al suicidio. Cuando Sam descubre esa verdad a través de Adam, él empieza a quebrarse interiormente acerca de sus acciones. También descubre, que un antepasado suyo fue un miembro fundador del Klan y que todos de su familia desde entonces fueron miembros del Klan, lo que explica su actitud.
Por otro lado Adam, durante la investigación del crimen. también descubre que otro hombre llamado Rolly Wedge estaba implicado y que ese hombre fue el máximo culpable de lo ocurrido, ya que su padre no quería muertos en ese atentado, que fue uno de varios en que participó por voluntad del Klan en la época y que no fueron mortales. También descubre que gente muy poderosa en una comisión estatal, que combatía al movimiento por los derechos civiles de entonces, estaba metido en lo ocurrido. 
Adam ve en ello la oportunidad de salvar a su abuelo de la cámara de gas y por ello empieza a buscar la manera de conseguir las pruebas. En su investigación recibe el apoyo de las autoridades y del gobernador, que entonces, como fiscal, puso a Sam Cayhall en el corredor de la muerte. Le promete, en caso de tener éxito, detener la ejecución de su abuelo sabiendo que su abuelo puede dar las pruebas al respecto. 
Esa investigación pone su vida en peligro y su abuelo, que quería a su hijo y que había tomado cariño de su nieto por parecerse a él, perseguido por sus acciones, que llevaron al suicidio de su hijo, da a su nieto la posibilidad de demostrar el crimen de Rolly y de los demás hombres para así protegerle. Rolly es arrestado, mientras que los demás son utilizados por el gobernador para hacer cambios políticos en el futuro a cambio de no ser procesados. Aun así el gobernador no detiene, como prometido, la ejecución de Sam Cayhill por ser él un símbolo del pasado, que debe irse. Sam es ejecutado pero no sin antes conseguir reconciliarse con su nieto y con su familia a través de ese acto.  

## Reparto
- Chris O'Donnell - Adam Hall
- Gene Hackman - Sam Cayhall
- Faye Dunaway - Lee Cayhall Bowen
- Robert Prosky - E. Garner Goodman
- Raymond J. Barry - Rollie Wedge/Donnie Cayhall
- Bo Jackson - Sargento Clyde Packer
- Lela Rochon - Nora Stark
- David Marshall Grant - Gobernador David McAllister
- Nicholas Pryor - Juez Flynn F. Slattery
- Harve Presnell - Fiscal general Roxburgh
- Richard Bradford - Wyn Lettner

## Producción
Las obras de John Grisham, en esa época, eran muy valoradas por Hollywood desde el éxito de otras adaptaciones de John Grisham en el cine. Por ello el productor Brian Grazer pagó más de tres millones de euros por los derechos de esta obra de Grisham.
La producción de la película, sin embargo, se convirtió en una odisea, que duró dos años. El director, que originalmente iba a dirigirla, Ron Howard, fue sustituido por James Foley y el guion fue reescrito varias veces, por lo que John Grisham, al final, se desentendió del proyecto. También al principio Brad Pitt y luego Val Kilmer iban a representar el papel de Adam, pero al final Chris O'Donnell fue el actor que lo interpretó. Una vez preparado todo, se filmó el filme entre el 5 de febrero y el 6 de mayo de 1996. Se rodó para ello en las localidades de Chicago, Los Ángeles y en el estado de Misisipi.

## Recepción
La producción cinematográfica fue un sonado fracaso de taquilla, que cogió a todos por sorpresa, ya que otras adaptaciones de las novelas de Grisham tuvieron un éxito rotundo en el cine. También la crítica recibió la película de forma claramente negativa.